# کیپلا د سانتانا
کیپلا د سانتانا (به پرتغالی: Capela de Santana) یک منطقهٔ مسکونی در برزیل است که در ریو گرانده جنوبی واقع شده‌است. کیپلا د سانتانا ۱۲٬۰۶۴ نفر جمعیت دارد.